# Eduardo Albelo
Eduardo Carlos Albelo Brea (ca. 1940 - Buenos Aires 11 de febrero de 2016) fue un deportista, abogado y dirigente deportivo argentino. Como deportista se especializó en tenis de mesa adaptado, baloncesto en silla de ruedas, atletismo y natación, destacándose por ser uno de los medallistas paralímpicos de su país. Representó a la Argentina en dos Juegos Paralímpicos, Tokio 1964, donde ganó una medalla de plata en baloncesto en silla de ruedas y en Tel Aviv 1968, donde compitió en atletismo y natación.
Como dirigente deportivo se destacó por haber sido fundador en 1997 y presidente desde entonces de la Asociación Argentina de Tenis Adaptado (AATA). Fue también fundador en 2004 y dirigente del Comité Paralímpico Argentino (COPAR).
Por sus logros deportivos fue reconocido en Argentina como Maestro del Deporte.

## Medalla de plata en los Juegos Paralímpicos de Tokio 1964
Eduardo Albelo integró el equipo argentino que ganó la medalla de plata en Tokio 1964 junto a Héctor Brandoni, Fernando Bustelli, Jorge Diz, Wilmer González, Juan Grusovin, Roberto Iglesias, Federico Marín, Rodolfo Novoa, Juan Sznitowski y Dante Tosi.
| Baloncesto B incompleto masculino | Baloncesto B incompleto masculino | Baloncesto B incompleto masculino | Baloncesto B incompleto masculino | Baloncesto B incompleto masculino |
|                                   | País                              |                                   |                                   |                                   |
| --------------------------------- | --------------------------------- | --------------------------------- | --------------------------------- | --------------------------------- |
| 1                                 | Estados Unidos                    |                                   |                                   |                                   |
| 2                                 | Argentina                         |                                   |                                   |                                   |
| 3                                 | Israel                            |                                   |                                   |                                   |
| Fuente: IPC.                      |                                   |                                   |                                   |                                   |